# Amagi (Fukuoka)
Amagi (甘木市?, Amagi-shi) fu una città del Giappone situata nella 
Prefettura di Fukuoka, creata il 1º aprile 1954. Il 20 marzo 2006 venne fusa con le cittadine di Asakura e Haki, che facevano parte del distretto di Asakura, per creare la città di Asakura.
Al 2003 aveva una popolazione di 42 499 abitanti con una densità di popolazione di 253,90 persone per km² e una superficie di 167,19 km².
| Controllo di autorità | VIAF (EN) 258405646 · LCCN (EN) n82116956 · J9U (EN, HE) 987007557545905171 · NDL (EN, JA) 00276248 |